# Iglesia de Nuestra Señora de la Peña (Faido)
La ermita de Nuestra Señora de la Peña, sita en Faido concejo del municipio de Peñacerrada-Urizaharra (Álava, España) es considerada una de las iglesias con culto más antiguas del País Vasco.

## Historia
Su historia se inicia en el siglo VI-VII, cuando unos eremitas eligieron esta zona para llevar una vida retirada dedicada a la oración. Junto a otras cuevas artificiales excavadas en la roca, que se encuentran en sus proximidades, toman este lugar para labrar varios recintos que harían de iglesias y de celdas habitables, siendo en total cinco las cuevas artificiales horadadas en la peña. Siglos después se construyó un edificio adosado a la roca, quedando algunas de estas cuevas, integradas en su interior.Declarada en 2003 Bien Cultural Calificado, con la categoría de Monumento, es considerada una de las iglesias con culto más antiguas que se conservan en el País Vasco.

## Descripción
Situada en las inmediaciones de Faido, se construyó aprovechando las oquedades de una peña, de la cual toma su nombre. Este templo cenobítico rupestre es la ermita con culto más antigua que se conserva en el País Vasco.

### Exterior
Consta de dos partes: un vestíbulo adosado a la roca y el templo propiamente dicho, excavado en ella. La pequeña espadaña de la ermita se edificó sobre la misma roca. El referido vestíbulo es una construcción de mampostería, con gruesos contrafuertes exteriores. Tiene por entrada un sencillo arco doblado de medio punto, y recibe luz por un ventanal gótico de doble arco y parteluz.
Sobre el tejado de la construcción adosada se abre otra oquedad artificial con inscripciones muy antiguas, prueba de la remota habitabilidad de estos parajes, convertidos en focos de vida cenobítica posiblemente en tiempos alto-medievales.

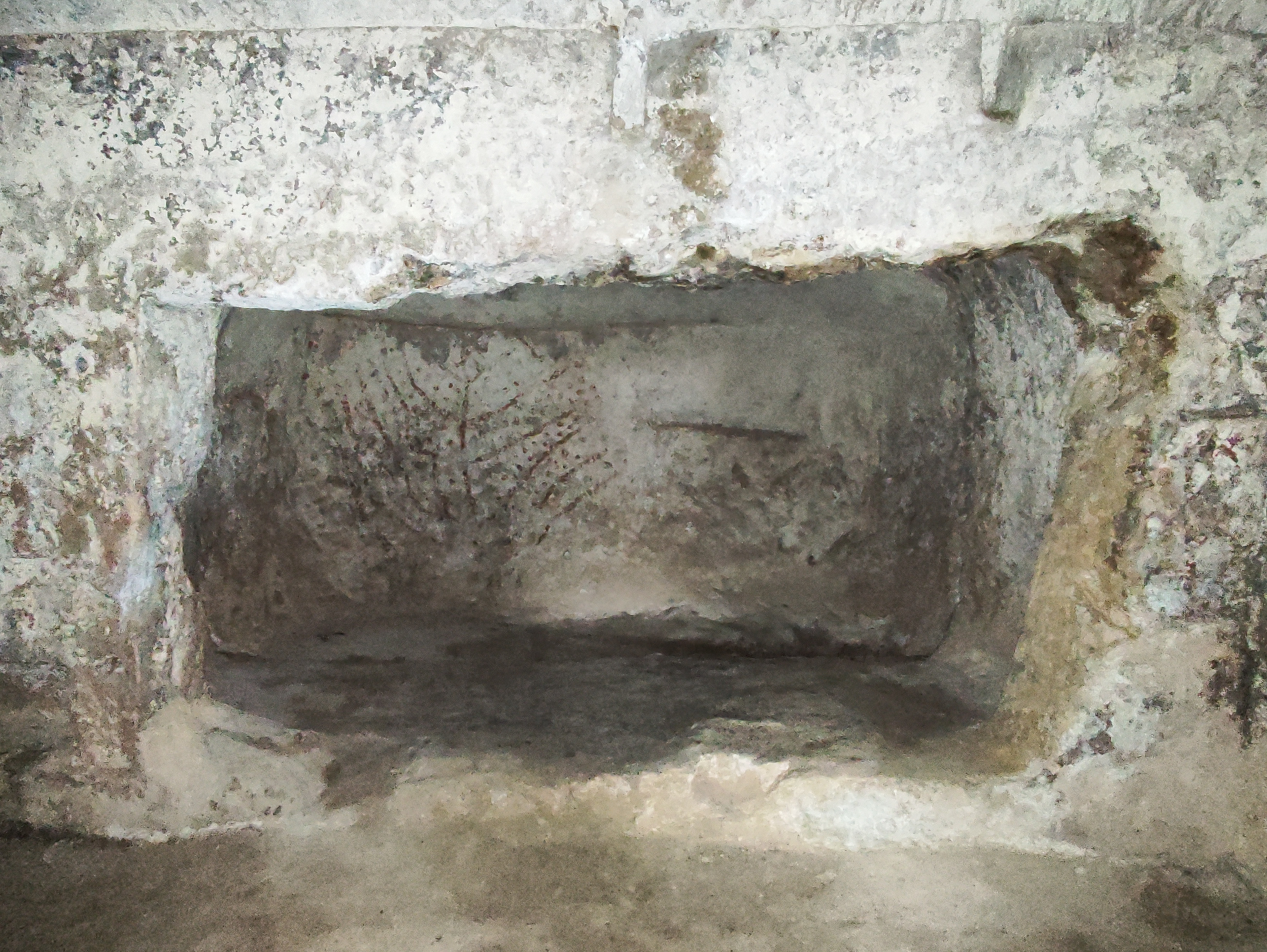
Cavidad con árbol pintado

### Tres plantas
Desde el vestíbulo de la ermita de Nuestra Señora De la Peña se sube a una segunda planta, edificada sobre aquel, para sala de juntas y cobijo de los cofrades y romeros. Por esta planta se accede a otras oquedades artificiales que, probablemente, sirvieron también de habitación a monjes ermitaños. Puede rehacerse perfectamente en esta planta el trazado de otro templo rupestre con ábside semicircular, bóveda de cañón excavado en la roca, sepulturas en el pavimento y un árbol pintado en rojo en una de sus paredes.

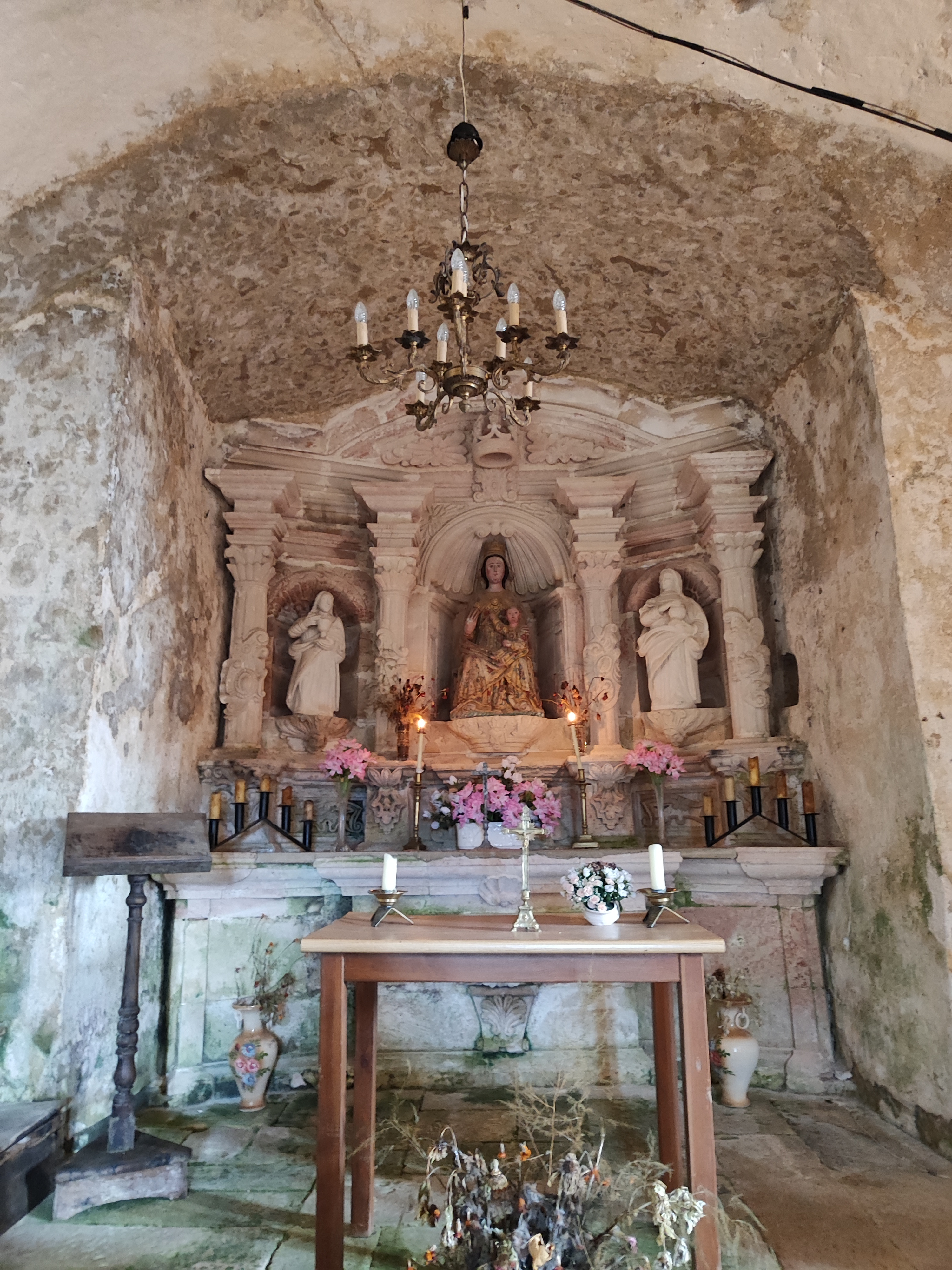
Retablo de la Iglesia de Nuestra Señora de la Peña

### Interior
En su fachada, un arco de medio punto coronado por un ventanal gótico da acceso a su interior, donde se encuentra un altar de piedra con pinturas del Calvario muy antiguas. En un extremo, dos arcos rebajados dan paso a la planta que acoge el altar mayor, también de piedra (siglo XVIII).
En el interior se apoya en tres medias columnas toscanas, de fecha posterior a la primitiva construcción medieval. Dos amplios arcos rebajados dan paso desde dicho vestíbulo a la nave del templo, excavada en roca viva. A sus pies se encuentra el coro, labrado igualmente en roca, lo mismo que sus dos escalones y los dos vanos o ventanales, muy irregulares, que lo comunican con la nave. En la pared interior de ésta se abren dos huecos, también socavados en la roca: uno de ellos, el baptisterio, conserva una pila bautismal monolítica muy tosca y antigua, sin otra separación entre el recipiente y el pie que una incisión muy marcada. El otro nicho, más próximo a la cabecera del templo, presenta varias sepulturas en su pavimento.

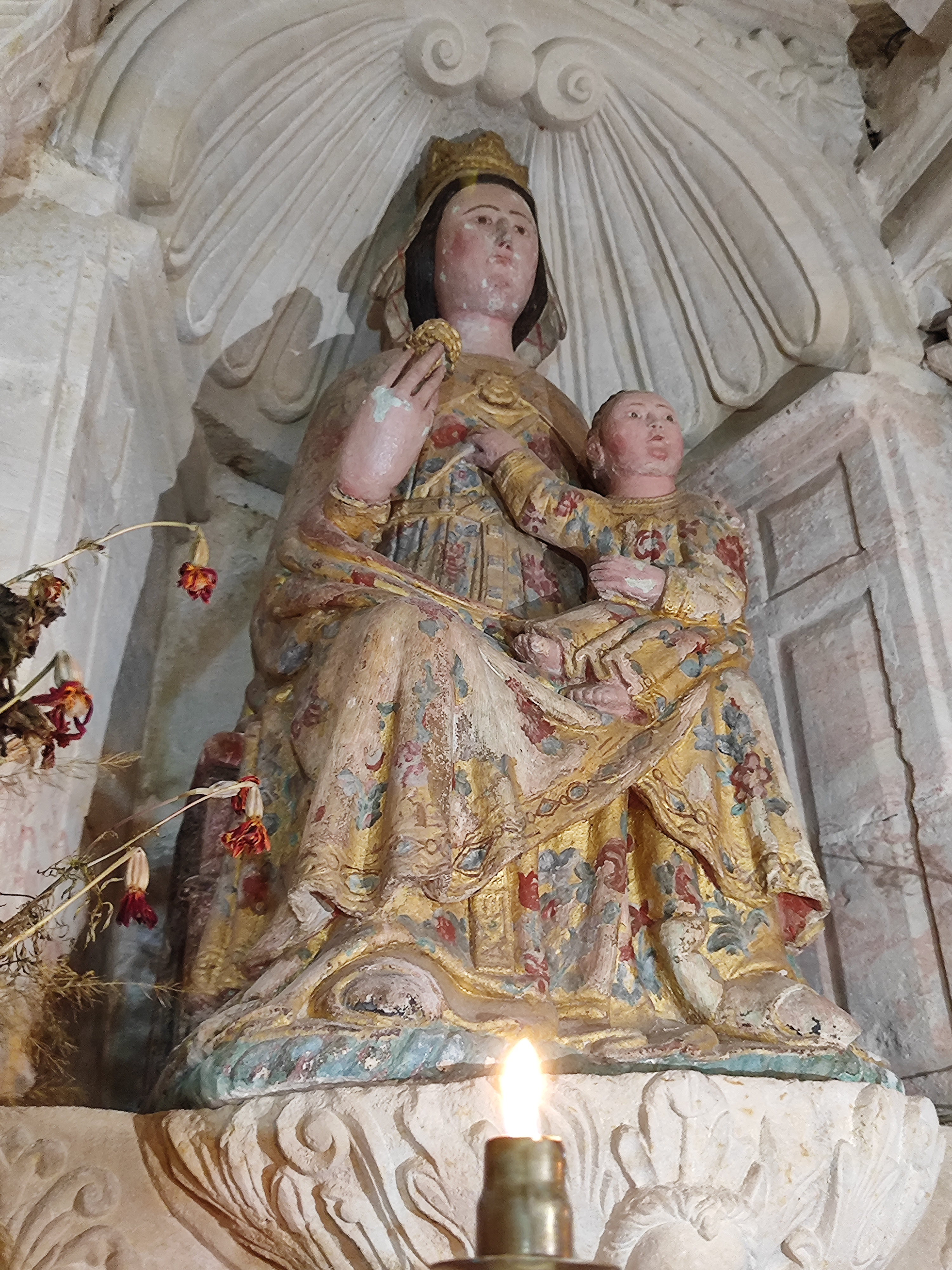
Andra Mari

#### Retablo
El retablo es de piedra blanca, del siglo XVIII avanzado, con columnas adornadas con rocalla, nichos avenerados y repisas con cabezas de ángeles. En las calles laterales del retablo se encuentran dos tallas, una de San Juan y otra de la Magdalena. En el centro, imagen policromada de Nuestra Señora de la Peña (1,07x0,57x0,43). Estructura fechable entre los siglos XIII y XIV del tipo "Andra Mari". El Niño, ya ladeado, toma en su mano la cinta que sujeta el mando de la Madre, que le ofrece una flor. Las vestiduras de la Virgen y la actitud de Jesús manifiestan ya características góticas pese al arcaísmo iconográfico de la imagen, muy enraizada en el estilo románico. Seguramente el culto en este lugar data de la Alta Edad Media. Se trata de un templo rupestre muy antiguo, a juzgar por otros restos que se hallan en el mismo edificio y por las huellas de la pujante vida eremítica en estos contornos.

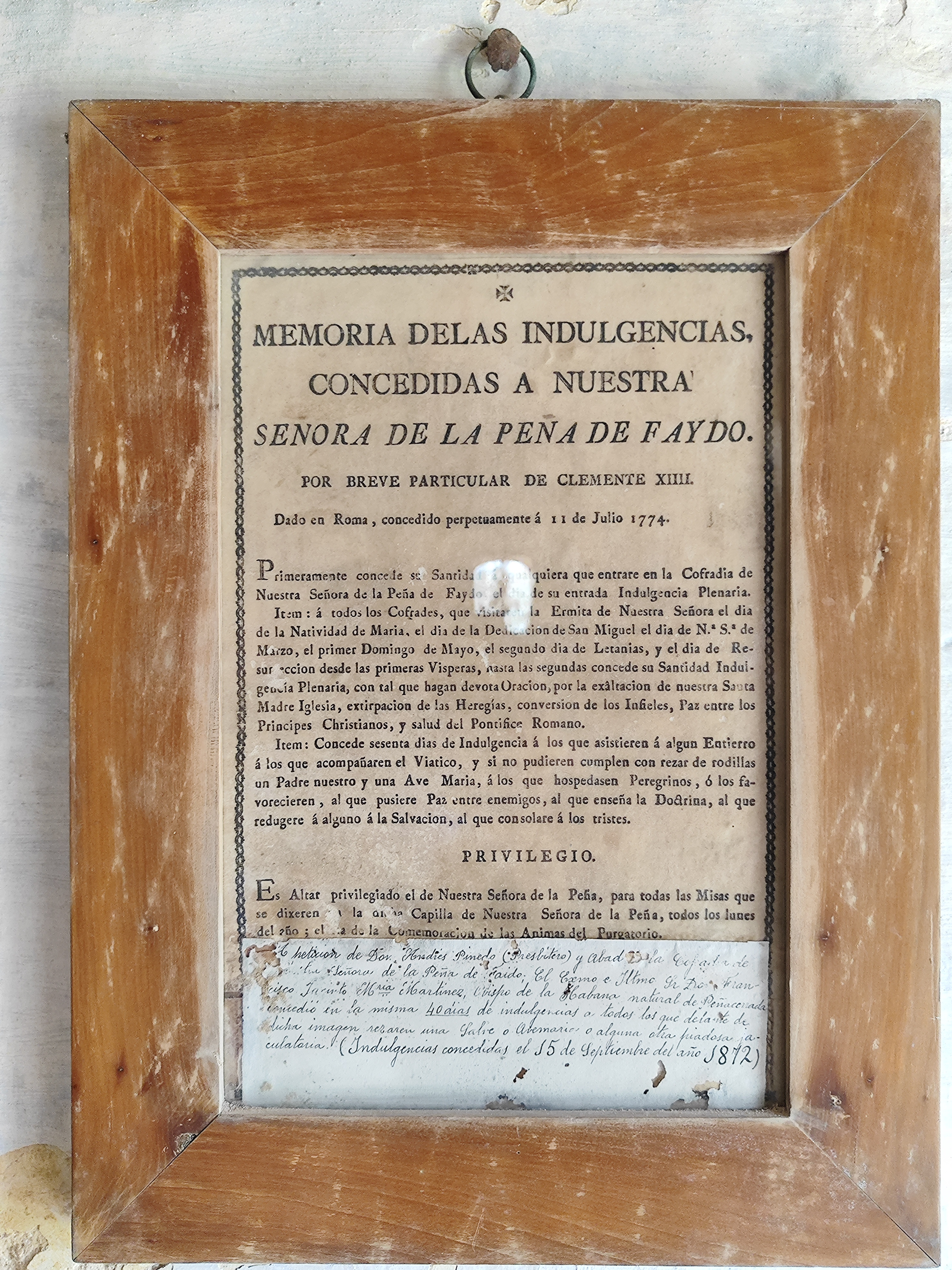
Indulgencia de 1774

## Advocación a la Virgen de la Peña
La Virgen de la Peña ha tenido veneración en la zona, existiendo una Cofradía que celebraba numerosos actos a lo largo del año. Existen dos bulas que conceden indulgencias, una del año 1774, dada en Roma por el Papa Clemente XIV, con carácter perpetuo, y otra de 1872, concedida por un obispo de La Habana, natural de Peñacerrada.

## Celebraciones y visitas
Se celebran misas en la ermita en cinco fechas del año: lunes de Pascua de Resurrección, domingo de Pascua de Pentecostés, primer domingo de mayo, primero domingo de septiembre y segundo domingo de octubre. Esos días, de 12:00 a 14:00 horas, está abierta al público. También se pueden reservar visitas guiadas.